# Happy Nation (chanson)
Singles de Ace of Base
All That She Wants
(1993) Waiting for Magic
(1993)
Happy Nation est une chanson du groupe suédois Ace of Base issue de leur premier album studio, Happy Nation.

## Accueil commercial
Happy Nation sort en single en Suède début mars 1993. Elle débute en 37e le 10 mars 1993 puis entre dans le top 10 la quinzaine suivante puis grimpe finalement jusqu'à la quatrième position le 5 mai. En Norvège, la chanson atteint la sixième place et reste cinq semaines dans le hit-parade.
En Allemagne, la chanson entre le 9 août 1993 et atteint la septième place le 23 août. Elle est certifiée disque d'or par la Bundesverband Musikindustrie pour la vente de 500 000 exemplaires. En Autriche, Happy Nation entre le 8 août 1993 à la 29e place. Elle arrive sixième la 22 août et reste douze semaines dans le classement. Aux Pays-Bas, elle atteint le top 5. Happy Nation entre à la 32e place du hit-parade suisse le 29 août 1993. Elle atteindra la 23e place et restera douze semaines dans le classement.
Au Royaume-Uni, la chanson n'atteint que la quarantième place et reste une semaine dans le hit-parade. En France, elle entre à la 37e place le 16 octobre 1993. Elle atteint la première place le 5 février 1994. Elle est certifiée disque d'argent par le Syndicat national de l'édition phonographique (SNEP) pour la vente de 250 000 exemplaires. En Nouvelle-Zélande, la chanson atteint la 22e place.

## Classements et certifications
| Pays             | Position | Certification |
| ---------------- | -------- | ------------- |
| Allemagne        | 7        | Or            |
| Autriche         | 6        | –             |
| France           | 1        | Argent        |
| Norvège          | 6        | –             |
| Nouvelle-Zélande | 22       | –             |
| Pays-Bas         | 5        | –             |
| Royaume-Uni      | 40       | –             |
| Suède            | 4        | –             |
| Suisse           | 23       | –             |

| Pays      | Position | Année | Période   |
| --------- | -------- | ----- | --------- |
| Allemagne | 43       | 1993  | 1992-1993 |
| Pays-Bas  | 63       | 1993  | 1992-1993 |
| France    | 16       | 1994  | 1993-1994 |